# Captaincookia
Captaincookia é um género botânico pertencente à família Rubiaceae.